# 1427 w literaturze
Wydarzenia literackie w 1427 roku.

## Urodzili się
- Francesco Rolandello, włoski pisarz